# Wipe Info
WipeInfo es uno de los programas que conforman las Utilidades Norton (Norton Utilities), la suite de utilidades que desde 1990 pertenece a Symantec. Wipeinfo salió por primera vez en las Utilidades Norton 4.0 para MS-DOS, dividida en dos programas: TACHARCH. EXE y TACHADIS. EXE (wipefile.exe y wipedisk.exe, en software inglés). Cada uno de estos destruye íntegramente los datos, rellenando de 0 y/o 1, o mediante medidas del Gobierno (DOD 5220.22−M), basada en el rellenado de unos (1), luego ceros (0) y luego otro valor para garantizar la destrucción.
La función principal de Wipe Info es eliminar archivos sin que estos puedan ser recuperados. También tiene la opción de eliminar el contenido vacío (slack) de los clústeres usados del ordenador por archivos pero que estén vacíos. Por ejemplo, un clúster (unidad mínima de almacenamiento) de disquete de 1,44MB con FAT12 es de 512 bytes pero tenemos un archivo que ocupa 513 bytes. El archivo ocupará entonces 2 clústeres y el 2º estará casi en desuso (slack de 511 bytes), pero con información de algún otro archivo que quizás hubo anteriormente. Su función, en este caso especificada, es destruir esta información.